# Кушир
Кушир (Ceratophyllum) — єдиний сучасний рід рослин у родині куширових, яка є єдиною в порядку кушироцвітих. Згідно з системою APG IV кушироцвіті ймовірно є сестринською групою до евдикотів.

## Морфологія
Ці рослини — занурені у воду багаторічники. У них немає коріння, рослини плавають під поверхнею. Стебла можуть досягати довжини 1–3 м, розгалужені по 0–3 на вузол. З інтервалами вздовж вузлів стебла виробляються кільця яскраво-зеленого листя. Листків 3–11 на кільце навколо стебла, черешок непримітний. Листові пластини прості або розкриті в лінійно-ниткоподібні форми. Суцвіття екстра-пахвове, чергуються з листям. Квітки малі й непомітні, з чоловічими та жіночими квітами на одній рослині. Восени утворює товсті бруньки (торіони), які занурюються до дна, навесні вони перетворяться у довгі стебла.
Вони забезпечують відмінний захист рибі під час нересту. Через зовнішність і високий рівень кисневиробництва вони часто використовуються в прісноводних акваріумах.
Після водопілля стебла куширу залишалися на заливних луках, заважаючи влітку косарям: це називалося словом «підпона».

## Поширення, екологія
Ceratophyllum — космополітичний рід квітучих рослин. Часто зростає в ставках, болотах і тихих потоках у тропічних і помірних районах. Росте повністю затоплений, як правило, хоч і не завжди, плаває на поверхні й не переносить посуху.
В Україні зростають Ceratophyllum demersum L. — кушир темно-зелений, Ceratophyllum platyacanthum Cham. — кушир плоскоостий, Ceratophyllum submersum L. — кушир підводний, Ceratophyllum tanaiticum Sapieg. — кушир донський.

## Систематика
Порядок кушироцвіті (Ceratophyllales)
- Родина куширові (Ceratophyllaceae)
  - Рід † Ceratostratiotes
  - Рід † Donlesia
  - Рід † Montsechia ?
  - Рід кушир (Ceratophyllum)
    - Ceratophyllum demersum
    - Ceratophyllum muricatum
    - Ceratophyllum platyacanthum
    - Ceratophyllum submersum
    - Ceratophyllum tanaiticum

## Етимологія
Наукова назва походить від дав.-гр. κέρας — «ріг», φύλλον — «листок». Українська вернакулярна назва має неясне походження.